# 村治學
村治學（日语：／ Muraji Manabu，1963年10月24日—）是日本兵庫縣出身的演员及配音員，文學座所屬。

## 人物
- 初時以舞台劇演員參與幕前演出，并以配音演員兼任發展，現在主要以聲優業發展。
- 初時隸屬文學座，2017年退出文學座，同年爲都株式會社&Co.所屬。
- 主要是從事海外的電視劇及電影的配音，較常聲演父親役及領導者類型的角色。
- 2016年，電視劇《神盾局特工》的Phil Coulson扮演者克拉克·格雷格到日本參加神盾局特工開播紀念活動，村治學也一同參加[1]此次的紀念活動，二人同台亮相。

## 演出作品

### 電視
- 火曜サスペンス劇場 浅見光彦ミステリー3 「佐渡伝説殺人事件」（1988年、日本テレビ）
- 男と女のミステリー 「母ーちゃん」（1988年、フジテレビ）

### 電影
- 生きたい（1999年） - 作業所の美青年

### 舞台劇
- 文学座公演
- 最後の晩餐（2000年）
- ベンゲット道路（2002年）
- 十一ぴきのネコ（1990年）
- NEWS NEWS（1999年）
- 鉄道員〈ぽっぽや〉（2000年）
- トロンボーン・クァルテット・ジパング コンサート 第2回演奏会（2000年） - 語り手

## 配音作品

### 電視動畫
2002年
- 最終兵器彼女（伊藤）

2005年
- 真相之眼（富岡圭介）
- 名偵探柯南（坂口慎也）

2006年
- 結界師（墨村修史、月之丞）
- 太陽默示錄（村越）
- 妖怪人間貝姆（三上雄三）

2009年
- 星際寶貝：神奇大冒險（太郎的父親）

2011年
- 魯邦三世 血之刻印 ～永遠的美人魚～（支配人）

2012年
- 夏目友人帳 肆（三世子的父親）

2015年
- ONE PIECE（唐吉軻德·霍明古聖）

2016年
- 魯邦三世 PART IV（菲利普·卡斯珀）

2017年
- 正確的卡多（五十嵐英治）

2018年
- 雷頓的神秘偵探社～卡翠的解謎事件簿～（賽斯·伯格曼[2]）

2020年
- 異度侵入 ID:INVADED（早瀨浦宅彥[3]）

2021年
- 海賊王女（沙爾曼）

2022年
- 惑星公主蜥蜴騎士（洛基·海利歐斯）

2023年
- 聖女魔力無所不能（艾斯里侯爵）

2024年
- 地。-關於地球的運動-（司教）
- 泡泡糖忍戰（國王）

2025年
- 金牌得主（瀨古間衛[4]）

### 吹替
電視/電影
| 年份 | 作品                    | 角色              | 演員            | 媒介備註                |
| ---- | ----------------------- | ----------------- | --------------- | ----------------------- |
| 2010 | 新福爾摩斯(S1)          | 占·莫里亞蒂       | 安德魯·史葛     | NHK頻道/影碟版本        |
| 2012 | 新福爾摩斯(S2)          | 占·莫里亞蒂       | 安德魯·史葛     | NHK頻道/影碟版本        |
| 2014 | 新福爾摩斯(S3)          | 占·莫里亞蒂       | 安德魯·史葛     | NHK頻道/影碟版本        |
| 2014 | 大愛．同行              | 格辛·羅伯茨       | 安德魯·史葛     | 影碟版本                |
| 2015 | 科學怪人：創生之父      | 羅德里克·特平     | 安德魯·史葛     | 影碟版本                |
| 2016 | 新福爾摩斯：地獄新娘    | 占·莫里亞蒂       | 安德魯·史葛     | NHK頻道/影碟版本        |
| 2017 | 新福爾摩斯(S4)          | 占·莫里亞蒂       | 安德魯·史葛     | NHK頻道/影碟版本        |
| 2008 | 鐵甲奇俠1               | Phil Coulson      | 克拉克·格雷格   | 公映/影碟版本           |
| 2010 | 鐵甲奇俠2               | Phil Coulson      | 克拉克·格雷格   | 公映/影碟版本           |
| 2011 | 雷神1                   | Phil Coulson      | 克拉克·格雷格   | 公映/影碟版本           |
| 2012 | 復仇者聯盟              | Phil Coulson      | 克拉克·格雷格   | 公映/影碟版本           |
| 2013 | 神盾局特工(S1)          | Phil Coulson      | 克拉克·格雷格   | Dlife/WOWOW頻道/DVD版本 |
| 2014 | 神盾局特工(S2)          | Phil Coulson      | 克拉克·格雷格   | Dlife/WOWOW頻道/DVD版本 |
| 2015 | 神盾局特工(S3)          | Phil Coulson      | 克拉克·格雷格   | Dlife/WOWOW頻道/DVD版本 |
| 1939 | 亂世佳人                | Ashley Wilkes     | 萊斯利·霍華德   | 流通DVD版               |
| 2001 | 盜海豪情                | 維吉爾·馬洛伊     | 加西·艾佛力     | 富士電視台/收費視像     |
| 2002 | 魔戒首部曲：魔戒現身    | 梅里雅達克·烈酒鹿 | 多米尼克·莫納漢 | 公映/錄影帶/影碟版本    |
| 2003 | 魔戒二部曲：雙城奇謀    | 梅里雅達克·烈酒鹿 | 多米尼克·莫納漢 | 公映/錄影帶/影碟版本    |
| 2004 | 盜海豪情十二瞞徒        | 維吉爾·馬洛伊     | 加西·艾佛力     | 日本電視台/收費視像     |
| 2004 | 魔戒三部曲：王者再臨    | 梅里雅達克·烈酒鹿 | 多米尼克·莫納漢 | 公映/錄影帶/影碟版本    |
| 2006 | 邁阿密風暴              | Alonzo Stevens    | 約翰·霍克斯     | 影碟版本                |
| 2007 | 盜海豪情十三王牌        | 維吉爾·馬洛伊     | 加西·艾佛力     | 富士電視台/收費視像     |
| 2007 | 屠龍戰紀                | 高斯特            | 卡爾·奧賓       | DVD版                   |
| 2012 | 雷霆戰駒                | Captain Nicholls  | 湯·希丹斯頓     | 公映/影碟版本           |
| 2012 | 貴族孽緣：安娜·卡列尼娜 | Alexei Karenin    | 祖迪·羅         | 影碟版本                |
| 2015 | 超感獵殺(S1)            | 喬納斯·馬利基     | 納文·安德魯斯   | Netflix頻道             |
| 2016 | 超感獵殺：聖誕特別篇    | 喬納斯·馬利基     | 納文·安德魯斯   | Netflix頻道             |
| 2016 | 太空潛航者              | 亞瑟              | 米高·辛         | 影碟版本                |
| 2017 | 超感獵殺(S2)            | 喬納斯·馬利基     | 納文·安德魯斯   | Netflix頻道             |